# Hans Funck
Pour les articles homonymes, voir Funck.
Hans Funck (né le 7 mars 1953, mort le 16 juillet 2014 à Munich) est un monteur allemand.

## Biographie
Funck commence sa carrière en 1992 dans le montage de publicités et de clips musicaux. Meurtres avec signature en 1996 est son premier long métrage. Bandits en 1997 est son premier travail pour le cinéma ; il est nommé pour le Deutscher Kamerapreis. Durant toute sa carrière, il participe à 35 productions pour le cinéma et la télévision, notamment avec le réalisateur Oliver Hirschbiegel.

## Filmographie
- 1996 : Meurtres avec signature
- 1996 : Die Halbstarken
- 1997 : Bandits
- 1998 : Opernball (de)
- 1998 : Todfeinde - Die falsche Entscheidung
- 1999 : St. Pauli Nacht
- 1999 : ’Ne günstige Gelegenheit
- 1999 : Tach, Herr Dokter! – Der Heinz-Becker-Film
- 2000 : Vasilisa
- 2001 : Leo und Claire
- 2001 : L'Expérience
- 2002 : La Nuit d'Epstein
- 2002 : Nick Knatterton – Der Film
- 2002 : Die Hoffnung stirbt zuletzt
- 2003 : Anatomie 2
- 2003 : Les bourses ou la vie
- 2004 : La Chute
- 2004 : Iron Jawed Angels
- 2005 : Sophie Scholl : Les Derniers Jours
- 2005 : Ein ganz gewöhnlicher Jude
- 2007 : Invasion
- 2007 : Pornorama
- 2008 : Sara
- 2008 : Das Beste kommt erst
- 2008 : Lost City Raiders
- 2008 : Hardcover
- 2009 : La Papesse Jeanne
- 2009 : Five Minutes of Heaven
- 2010 : Zeiten ändern dich
- 2010 : Groupies bleiben nicht zum Frühstück
- 2011 : Ich habe es dir nie erzählt
- 2012 : Mittelkleiner Mensch
- 2012 : Ludwig II.
- 2013 : Charlotte Link – Das andere Kind
- 2013 : Einfach die Wahrheit
- 2013 : Diana
- 2013 : Tatort: Kalter Engel
- 2015 : Refuge
- 2015 : La Reine garçon

## Crédits
- (de) Cet article est partiellement ou en totalité issu de l’article de Wikipédia en allemand intitulé « Hans Funck » (voir la liste des auteurs).